# Hymne national
Pour les articles homonymes, voir Hymne.
Ne doit pas être confondu avec L'Hymne national.

Hymnes nationaux par tonalité

Un hymne national est une composition musicale destinée à représenter une nation dans le protocole international. D'autres allégories comme le drapeau national, les armoiries nationales ou la devise nationale peuvent concourir à cette représentation symbolique.
Le choix de cette composition musicale peut notamment résulter de la tradition, de l'usage, d'une décision du pouvoir législatif ou exécutif.

## Historique
L'usage des hymnes nationaux est lié à l'émergence de la notion d'état-nation et aux nécessités du protocole international.
Les états-nations sont apparus en Europe au XIXe siècle. C'est à cette époque que sont nés les hymnes nationaux. Dans les rencontres entre gouvernements, les chefs d'État ou les ministres ne représentaient plus leur propre personne mais une nation. Alors qu'autrefois, les princes et les rois étaient accompagnés de la pompe et du protocole attachés à leur personne, les symboles — hymne, drapeau — changeaient de sens dès lors que les gouvernants devenaient d'abord les représentants d'une nation, d'un peuple ou d'un pays.
À partir du XXe siècle, de multiples rencontres entre pays — diplomatiques, artistiques, sportives — ont nécessité de façon accrue l'utilisation protocolaire de représentations symboliques des nations, au premier rang desquelles figurent les hymnes et les drapeaux nationaux.
L'hymne national, utilisé dans les manifestations internationales, peut être concurrencé par d'autres musiques dans les usages nationaux. Par exemple, les diverses armes[pas clair] d'un pays peuvent être dotées d'hymnes propres ; localement, diverses musiques peuvent être utilisées selon les circonstances (salutation au chef d'État, commémoration des morts, levée d'armes de tel ou tel régiment, rencontres sportives, inaugurations, etc.).  Aux Jeux olympiques, où beaucoup des pays du monde participent, à la fin de chaque événement, c'est l'hymne national du pays de l'athlète ayant remporté la médaille d'or qui est joué. 

## Origine des hymnes nationaux
Les hymnes nationaux actuellement en vigueur peuvent être des chants traditionnels choisis comme hymne national :
Les paroles de l'hymne japonais — Kimi ga yo — datent de l'ère Kamakura (xiie – xive siècles). Toutefois, la musique n'a été adjointe qu'en 1880 et il n'a été érigé comme hymne national par la Diète du Japon qu'en 1999.
Ce peuvent être d'anciennes compositions musicales célébrant un prince et qui ont accédé plus récemment au rang d'hymne national :
En Europe, l'hymne le plus anciennement chanté est Wilhelmus van Nassouwe, célébration d'un prince (Guillaume Ier d'Orange-Nassau), attesté entre 1568 et 1572. L'adoption comme hymne national des Pays-Bas date de 1932.
La Marcha Real (la Marche royale) est une musique associée aux souverains espagnols depuis 1770. C'est, toujours sans paroles, l'hymne national espagnol. Aucune des tentatives d'y mettre des paroles n'a jusqu'à présent été couronnée de succès.
L'hymne national peut être une composition qui s'est imposée par l'usage ou par décision gouvernementale dans le protocole international sans être le chant patriotique préféré de la population :
En Grande-Bretagne, plusieurs musiques exaltent la nation et sont chantées dans des concerts patriotiques : Rule, Britannia! (1740), Land of Hope and Glory (1902), Jerusalem (1917). La Grande-Bretagne n'a pas officiellement d'hymne national. Le roi George V déclarait préférer Jerusalem au God save the King. Le God Save the Queen (King) (1744) est de facto l'hymne national du Royaume-Uni de Grande-Bretagne et d'Irlande du Nord, imposé par l'usage international, mais est parfois ressenti comme anglais et non pas comme britannique.
Les États-Unis d'Amérique possèdent également de nombreuses compositions patriotiques. Les plus connus sont les hymnes de formations militaires, comme The Halls of Montezuma, marche des US Marine Corps sur une musique d'Offenbach (1879), Anchors Aweigh!, hymne de l'US Navy (1906), mais aussi America, the Beautiful (1910), The Battle Hymn of the Republic (1862) et son fameux Glory, glory, Halleluia !, The Stars and Stripes Forever (1896) de John Philip Sousa, nommé « Marche nationale des États-Unis » en 1987 et enfin God Bless America (1918), considéré comme l'hymne officieux des États-Unis. Lorsqu'une manifestation publique se fait en présence du Président des États-Unis, celui-ci est introduit par une fanfare honorifique : Hail to the Chief. The Star-Spangled Banner a été adopté comme hymne national par le Congrès des États-Unis en 1931, mais ce n'est pas le plus populaire des chants patriotiques des États-Unis.
Inversement, une musique peut s'imposer comme l'expression d'un choix politique ou national :
Les Québécois ont été les premiers Canadiens à manifester une identité nationale. L'hymne Ô Canada a été exécuté au Québec dès 1880. Il a été traduit en anglais en 1908 mais n'est devenu l'hymne officiel du Canada qu'en 1967. Les paroles en français sont toujours celles de 1880. Il en existe une version anglaise et une version bilingue.
En France, il existait avant la Révolution des chants célébrant le roi, comme Domine, salvum fac regem ou Vive Henri IV !. La tradition veut que le chant des volontaires marseillais, composé à Strasbourg par Rouget de Lisle, La Marseillaise, ait conquis le cœur des Français. La Marseillaise fut adoptée comme chant national en 1795, puis en 1804. Toutefois elle n'acquit le statut d'hymne national, au sens moderne du terme, qu'en 1879. Elle figure depuis comme l'un des symboles nationaux à l'article 2 de la Constitution française, avec la langue de l'État, le drapeau, la devise et le principe de gouvernement. C'est, en France, le seul hymne joué dans toutes les manifestations civiles ou militaires, par toutes les armes et dans toutes les cérémonies internationales, nationales ou locales. La tentative du président Valéry Giscard d'Estaing de concurrencer La Marseillaise par le Chant du départ dans les usages locaux n'aboutit pas.
Plusieurs pays ont des hymnes dont la musique est restée inchangée mais dont les paroles ont varié au fil des aléas politiques :
L'hymne national de l'Allemagne est "Das Lied der Deutschen" (Le Chant des Allemands), également appelé "Deutschlandlied" (Chant de l'Allemagne), écrit en 1841 par August Heinrich Hoffmann von Fallersleben sur la mélodie du quatuor à cordes en ut majeur opus 76 numéro 3 de Joseph Haydn, composé en 1797. Les paroles étaient un appel à l'unification nationale des peuples allemands séparés en une multitude de royaumes, d'états et de principautés. La composition est adoptée comme hymne national par la République de Weimar en 1922. Le premier couplet énumère tous les peuples allemands à unir, dans l'esprit de 1841. C'est le seul couplet qu'on chantait sous le régime nazi. Il n'est plus chanté aujourd'hui, de crainte qu'il soit interprété comme une revendication territoriale de l'Allemagne : on ne chante plus que le troisième couplet qui exalte l'unité, le droit et la liberté.
La révolution bolchévique adopta brièvement La Marseillaise comme hymne national en 1917. On lui substitua L'Internationale, composé à Lille par Degeyter, plus « socialiste », en 1922. En 1944, Staline commissionna la création d'un hymne national pour l'URSS. La musique de cet hymne devint très populaire. Les paroles initiales célébraient les noms de Lénine et Staline. Après la période de déstalinisation en 1955, l'hymne était censé être exécuté sans paroles ; toutefois le manque de paroles se faisait sentir : un texte où la référence à Staline était supprimée fut adopté en 1977. Après la chute de l'URSS, la Russie adopta, en 1990, un nouvel hymne, la Chanson patriotique, sur un thème de Glinka ; celle-ci ne fut jamais populaire et, en 2000, la musique de l'ancien hymne de l'URSS fut remise en vigueur pour l'Hymne national de la Russie, avec de nouvelles paroles. Un fait remarquable est que l'auteur des paroles initiales, sous Staline, Sergueï Mikhalkov, rédigea aussi les paroles modifiées de 1977 et enfin, à 86 ans, les paroles de l'hymne russe de 2000.
Les hymnes nationaux expriment la culture ou l'histoire de leur pays :
C'est le cas de La Marseillaise, du God save the Queen (King) qui traduisent l'histoire et la culture de la France ou du Royaume-Uni.
Les hymnes des pays scandinaves expriment leur culture luthérienne, comme celui de la Suède, Du gamla, du fria ou celui de la Finlande, Maamme, qui est très semblable à celui de l'Estonie, Mu isamaa, mu õnn ja rõõm, traduisant la parenté culturelle de ces deux pays.
Les hymnes nationaux d'Amérique latine ressemblent à des chœurs d'opéra, ce qui correspondait à la musique en vogue à l'époque de leur adoption : Orientales, la Patria o la tumba, hymne de l'Uruguay (1833) ; Paraguayos, República o muerte, hymne du Paraguay (1846) ; ¡Oh gloria inmarcesible! ¡Oh júbilo inmortal!, hymne de la Colombie (1887) ; ou Somos libres, seámoslo siempre, hymne du Pérou (1821). Ceci est plus notable dans les versions chantées que dans les versions instrumentales.
L'hymne national peut être une création institutionnelle ex nihilo :
De nombreux pays africains accédèrent à l'indépendance entre 1959 et 1961. Ils durent adopter rapidement des symboles nationaux selon les normes internationales et se doter très vite d'hymnes nationaux sur le modèle européen. Ces hymnes n'avaient initialement aucune racine nationale et résultaient de choix ou de commandes gouvernementales. Par exemple, l'hymne mauritanien a pour compositeur Tolia Nikiprowetzky, musicologue française d'origine russe. Plusieurs hymnes s'inspirent de La Marseillaise : L'Abidjanaise en Côte d'Ivoire, La Zaïroise au Zaïre, La Tchadienne au Tchad. Quelques-uns de ces hymnes ont depuis fait l'objet d'adaptation plus proches de la culture de chaque pays.
En Europe, la mélodie de l'Hymne à la Joie, extraite de la Neuvième symphonie de Beethoven a été retenue pour hymne par les diverses instances européennes. La version de référence est l'enregistrement réalisé en 1972 par Herbert von Karajan à la tête de l'Orchestre philharmonique de Berlin, sans paroles. Si cette mélodie est très populaire et universellement connue, son usage comme hymne est rarissime. Toutefois, la simple évocation de cette mélodie dans de multiples circonstances, dans les films, séries V, concerts, rappelle toujours l'idée de l'Europe.

## Caractéristiques
La plupart des hymnes nationaux sont des marches. Plusieurs pays du nord de l'Europe ont adopté des mélodies qui ressemblent à des chorals luthériens. Beaucoup de pays d'Amérique latine font entendre des compositions semblables à des chœurs d'opéra. Les hymnes de plusieurs pays sont simplement des fanfares.
Dans les cérémonies internationales, ces musiques sont le plus souvent simplement instrumentales (orchestre, fanfare militaire…)

### Durée des hymnes
Bien souvent, il existe des hymnes nationaux une version longue, pourvue d'une anacrouse plus ou moins étendue, de couplets multiples séparés par des reprises chorales ou instrumentales, etc. Par exemple, l'hymne français, la Marseillaise, comporte, dans la version d'Hector Berlioz, une fanfare de trompettes en introduction de chaque couplet ; les sept couplets chantés séparés par des reprises chorales durent au total une quinzaine de minutes.
Les versions jouées lors des cérémonies ont une durée limitée par l'usage : celui-ci impose que, durant l'exécution de l'hymne, les personnalités et le public soient fixes, au garde à vous et silencieux. Presque tous les hymnes sont joués dans une version protocolaire dont la durée est comprise entre 1 min et 1 min 30 s. Cette version protocolaire est aujourd'hui généralement précédée d'un roulement de tambour, d'une brève fanfare ou d'un accord orchestral permettant à l'assistance de se mettre en position de rigueur (debout, en silence) et, au besoin, de prendre la note pour chanter juste.
L'hymne japonais, Kimi ga yo est le plus court des hymnes nationaux, il comporte dix-huit mots et dure de 45 à 55 secondes. En revanche, l'hymne de l'Uruguay peut durer de 5 à 8 minutes selon le tempo.

### Hymnes des pays plurilingues
Lorsque l'hymne est chanté, le texte des paroles est le plus souvent dans la langue commune ou la langue dominante du pays. Toutefois dans plusieurs pays plurilingues, le texte de l'hymne national n'est pas dans la langue la plus parlée :
L'hymne national de l'Inde, Jana Gana Mana, dont les paroles ont été écrites par Rabindranath Tagore, est une version sanskrite du bengali.
Bien que l'anglais ou le mandarin soient aujourd'hui les langues les plus largement utilisées des quatre langues officielles de Singapour, les paroles de l'hymne national, Majulah Singapura, sont en malais car c'est la langue historique des premiers habitants de l'île.
Le Vatican est le seul pays du monde dont les paroles de l'hymne national, 'Inno e Marcia Pontificale, sont écrites dans une langue morte, le latin.
Les États avec plus d'une langue officielle disposent souvent de plusieurs versions de leur hymne :
La Brabançonne, l'hymne du Royaume de Belgique, existe dans les trois langues officielles (néerlandais, français et allemand) ainsi qu'en wallon mais aussi dans une version trilingue.
Le Cantique suisse, l'hymne suisse, adopté seulement en 1961, possède une version pour chacune des quatre langues nationales du pays (allemand, français, italien, romanche).
L'hymne canadien Ô Canada possède des paroles en français et en anglais et, selon les circonstances, une version mêlant les deux langues.
L'hymne néo-zélandais God Defend New Zealand possède des paroles en anglais et en maori, et est souvent chanté (première strophe seulement) en celui-ci puis en celui-là.
En revanche, l'hymne Sud-Africain, Nkosi Sikelel'iAfrika est unique : cinq des onze langues officielles (xhosa, zoulou, sesotho, afrikaans et anglais) sont utilisées dans le même hymne (chacune des strophes est chantée dans une de ces langues).

### Hymnes sans paroles
Au Maroc, l'Hymne national était seulement instrumental jusqu'en 1969.
L'hymne espagnol, la Marcha Real, n'a pas de paroles. Un concours national pour pourvoir l'hymne de paroles, lancé en 2007, n'a pas abouti. Le général et dictateur Francisco Franco avait imposé un texte, mais celui-ci, considéré comme lié à la dictature, fut retiré après sa mort.
L'hymne national bosnien Intermeco n'avait initialement pas de texte. Il fut adopté en 1999 en remplacement de Jedna si jedina, car on estimait que celui-ci excluait les Croates et les Serbes. Des paroles furent finalement adoptées en 2009.
L'hymne du Kosovo, intitulé Europe, est sans paroles afin de « respecter la nature multiethnique du Kosovo ».
L'Hymne européen, sur la mélodie du dernier mouvement de la Neuvième Symphonie de Beethoven n'est pas doté de paroles. De nombreuses propositions ont été faites, notamment celle du latiniste Peter Roland en 2004, mais aucune n'a reçu de consensus et le choix de la langue reste problématique.